# Akalpia oblonga
Akalpia oblonga is een hooiwagen uit de familie Sclerosomatidae. De wetenschappelijke naam van Akalpia oblonga gaat terug op Roewer.